# Салто (Уругвај)
Салто је град које се налази у Јужној Америци на северозападу савезне државе Уругвај. Према попису из 2011. било је 104 208 становника и други је град по насељености у Уругвају.

## Становништво
| 1963.  | 1975.  | 1985.  | 1996.  | 2004.  | 2011.   |
| ------ | ------ | ------ | ------ | ------ | ------- |
| 57.975 | 73.897 | 80.821 | 93.117 | 99.072 | 104.028 |

## Партнерски градови
- Salto
- Goya
- Penafiel